# Svart narcissus
Svart narcissus (engelska: Black Narcissus) är en brittisk dramafilm i Technicolor från 1947 i regi av Michael Powell och Emeric Pressburger. Filmen är baserad på Rumer Goddens roman Svarte Narcissus från 1939. I huvudrollerna ses Deborah Kerr, Jean Simmons, Sabu, David Farrar och Flora Robson.
1999 placerade British Film Institute filmen på 44:e plats på sin lista över de 100 bästa brittiska filmerna genom tiderna. 

## Rollista i urval
- Deborah Kerr - syster Clodagh
- Sabu - den unge generalen
- David Farrar - Mr. Dean
- Kathleen Byron - syster Ruth
- Flora Robson - syster Philippa
- Jenny Laird - syster Honey
- Judith Furse - syster Briony
- Esmond Knight - den gamle generalen
- Jean Simmons - Kanchi
- May Hallatt - Angu Ayah
- Eddie Whaley Jr. - Joseph, ung tolk
- Shaun Noble - Con
- Nancy Roberts - moder Dorothea